# 販賣愛
《販賣愛》（英文：I Sell Love）是2014年上映的港產片，由陳嘉桓、周柏豪、廖啟智、龔慈恩、黃芷晴主演，朱家宏執導。主角Tiffany跟母親相依為命。好友的推介下开始使用交友程式，為解決金錢問題，選擇出賣色相。

## 出面網頁
- 香港影庫上《販賣愛》的資料（繁體中文）

1. ↑  https://movie.yahoo-leisure.hk/movie/details/25026-%E8%B2%A9%E8%B3%A3%E6%84%9B （页面存档备份，存于） Yahoo！电影--販賣愛